# Molopo (gmina)
Molopo – dawna gmina w Republice Południowej Afryki, w Prowincji Północno-Zachodniej, w dystrykcie Dr Ruth Segomotsi Mompati. Siedzibą administracyjną gminy była Tosca.
18 maja 2011 roku Molopo zostało połączone z sąsiednią gminą Kagisano, tworząc nową gminę Kagisano-Molopo.